# Cypridina mediterrianea
Cypridina mediterrianea is een mosselkreeftjessoort uit de familie van de Cypridinidae. De wetenschappelijke naam van de soort is voor het eerst geldig gepubliceerd door Claus.